# Magyar Levente
Magyar Levente (Budapest, 1987. január 30. –) magyar politikus (Fidesz); miniszterhelyettes, parlamenti államtitkár.

## Életpályája
Tanulmányait 2001 és 2006 között a budapesti Kölcsey Ferenc Gimnázium francia-magyar kéttannyelvű szakán, majd 2006 és 2010 között a Budapesti Corvinus Egyetem Társadalomtudományi Kar nemzetközi tanulmányok szakra járt, ahol "nemzetközi kapcsolatok szakértője" diplomát szerzett.

## Munkahelyei
Pályáját a Nemzetgazdasági Minisztérium  Francia Műhelyének vezetőjeként kezdte. 2010 és 2012 között a Nemzetgazdasági Minisztérium  Külgazdaságért Felelős Államtitkárság  Határmenti Infrastruktúrafejlesztés Osztályának  osztályvezetőjeként dolgozott. 2012-ben került a Miniszterelnökségre, ahol előbb a Miniszterelnöki Nemzetközi Stáb főosztályvezető-helyettese, majd 2012. júliusa és 2014. júliusa között külügyi helyettes államtitkár volt. 2014. szeptemberében a  Külgazdasági és Külügyminisztérium  frankofón ügyekért felelős miniszteri biztosa volt. 
2014. október - 2017. július között a Külgazdasági és Külügyminisztérium / gazdaságdiplomáciáért felelős államtitkára. 
2017 júliusától miniszterhelyettes / parlamenti államtitkár.

## Családja
Felesége Viera Teťáková, Robert Fico korábbi protokollfőnöke.

## Nyelvtudása
- angol (felsőfokú C)
- francia (felsőfokú C)
- német (középfokú C)
- spanyol (középfokú C)